# Норт-Поїнт

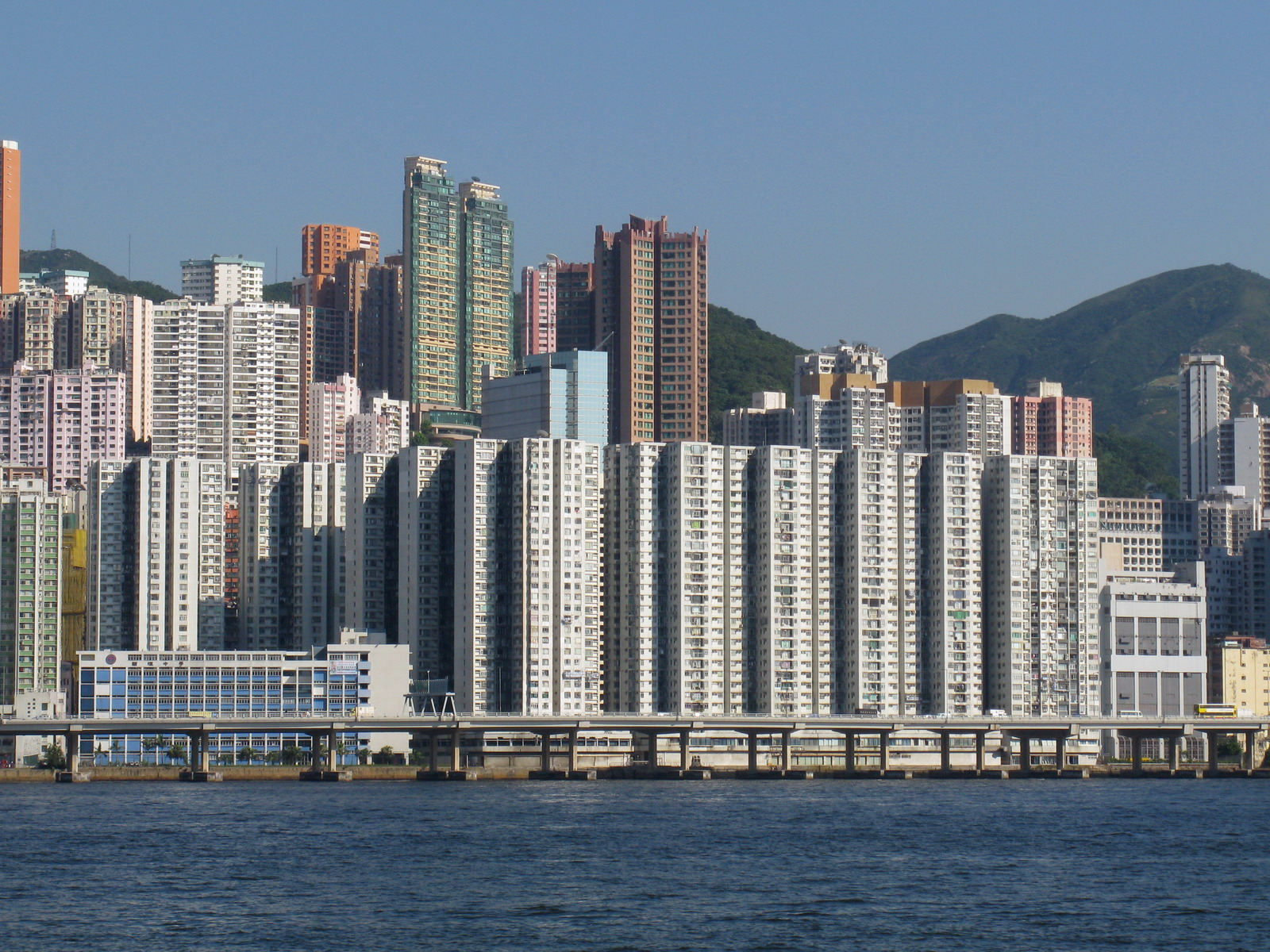
Сіті Ґарден, житловий район у Норт-Поїнт

Норт-Поїнт (кант. 北角, ютпхін Bak1 Gok3; англ. North Point) розташований у східному окрузі острова Гонконг, одному з найдавніших освоєних районів Гонконгу та найпівнічнішій точці острова Гонконг. 
Сьогодні Норт-Пойнт включає en на північному заході, прилеглі райони станції Норт-Пойнт і більшу частину району Семи сестер. Норт-Пойнт тісно пов'язаний із розвитком Козуей-Бей. Коли порт було відкрито, там уже було розсіяне населення Від кінця правління династії Цін до Китайської Республіки населення Гонконгу зросло з 220 000 у 1891 р. Населення зросло до 1,6 млн у 1941 р., і 600 000—700 000 з них були Геппі Веллі, воно почало розширюватися до Норт-Пойнта. Відтоді Норт-Пойнт став поселенням більшості жителів Фуцзяні. Населення Теочу є другою етнічною групою в цій області, а після Другої світової війни Норт-Пойнт (і Каррі-Бей) стали найбільш густонаселена територія в усьому світі. Після відкриття метро Норт Пойнт, яку знають багато людей, стала станцією North Point.